# Bad to the Bone
Bad to the Bone ist ein Song des US-amerikanischen Bluesrock-Musikers George Thorogood. Es stammt aus dem gleichnamigen fünftem Album aus dem Jahr 1982.

## Hintergrund
Das Lied adaptiert die Hookline des Muddy-Waters-Titels Mannish Boy von 1955. Ursprünglich wollte Thorogood den Titel nicht selbst aufnehmen. Jedoch lehnte Waters ab, da er nicht an den Erfolg eines von einem weißen geschriebenen Bluestitels glaubte. Als der eigentlich interessierte Bo Diddley mangels Plattenvertrag ebenfalls ablehnte, nahm Thorogood den Titel schließlich selber auf.
Der Text handelt scherzhaft von einem Mann der „..bis auf die Knochen verdorben ist..“, dass sich bereits bei seiner Geburt die Krankenschwestern abgewendet haben. Das Verdorbene bzw. Schlechte bezieht sich im weiteren Verlauf des Textes auf die Beziehungen zu Frauen, die der Besungene zum kreischen, erröten, betteln oder rauben bringen kann.

## Erfolg
Bei seiner Erstveröffentlichung war der Titel, trotz Einsatz eines Musikvideos auf dem neuen Musikfernsehsender MTV, nicht besonders erfolgreich. Erst die spätere Verwendung in Filmen, Fernsehsendungen und Werbungen hat Bad to the Bone populär gemacht. Der Musikjournalist Jim Beviglia schreibt, der Titel würde durch seine kulturelle Verwendung alle anderen 80er–Songs übertreffen.

## Trivia
Der Titel wurde in zahlreichen Filmen und Serien wie Christine (1983), Miami Vice (1985), Lethal Weapon – Zwei stahlharte Profis (1987), Terminator 2 – Tag der Abrechnung (1991), Eine schrecklich nette Familie (1989, 1992, 1993), Auf Kriegsfuß mit Major Payne (1995), Monk (2002) oder Shaun das Schaf – Der Film (2015) verwendet.

## Musikvideo
In dem ursprünglichen Musikvideo von 1982 betritt Thorogood mit einem Gitarrenkoffer, in dem sich ein Queue befindet, eine Billardkneipe und fordert den anwesenden Bo Diddley zu einer Partie Poolbillard heraus. Billardweltmeister Willie Mosconi, der im Nebenraum einen offensichtlich illegalen Boxkampf ansieht, wird vom Kellner über das Spiel informiert und wettet einen hohen Betrag auf Diddley. Das Spiel wird von den Kindern der Nachbarschaft durch die Fenster bestaunt. Beim entscheidenden Stoß bleibt die schwarze Acht extrem knapp vor dem Eckloch liegen. Durch das Abschütteln der Asche seiner Zigarre versenkt Thorogood schließlich die Kugel. 1992 wurde das Video umgeschnitten. Der Ablauf der Storyline wurde geändert und aus dem Zusammenhang gerissen, die Szenen mit Diddley und Mosconi wurden stark gekürzt. Dafür wurden deutlich mehr Konzertausschnitte der Band sowie eine Szene mit John Lee Hooker eingefügt.

## Auszeichnungen für Musikverkäufe
| Land/Region                  | Auszeichnungen für Musikverkäufe (Land/Region, Auszeichnung, Verkäufe) | Verkäufe |
| ---------------------------- | ---------------------------------------------------------------------- | -------- |
| Neuseeland (RMNZ)            | Platin                                                                 | 30.000   |
| Vereinigtes Königreich (BPI) | Silber                                                                 | 200.000  |
| Insgesamt                    | 1× Silber · 1× Platin ·                                                | 230.000  |

## Coverversionen
Der Titel wurde nicht oft gecovert. Die Plattform cover.info verzeichnete im August 2022 lediglich 2 Versionen des Liedes, auf secondhandsongs.com waren 10 Versionen verzeichnet.